# Médaille de Castelfidardo
La médaille Pro Petri Sede ou médaille de Castelfidardo est une décoration pour le mérite militaire instituée par le pape Pie IX en 1860 pendant les guerres du Risorgimento.

## Historique
Avec le bref Arbiter ac moderator, le pape Pie IX a institué la médaille le 12 novembre 1860 après la défaite des troupes pontificales à la bataille de Castelfidardo. L'attribution de la distinction n'était toutefois pas liée à la participation à la bataille, mais pouvait être décernée à tous les participants aux combats de la deuxième guerre d'indépendance italienne du côté pontifical.
La médaille se compose d'une croix de Pierre - une croix latine renversée - avec un anneau sur le pourtour. La devise sur l'avers est VICTORIA, QUAE VINCIT MUNDUM, FIDES NOSTRA (« La victoire qui vainc le monde, c'est notre foi », 1Jn 5,4). Au revers figure l'inscription PRO PETRI SEDE, PIO IX P. M. A. XV (« Pour le siège de Pierre, Pie IX, Pontifex Maximus, dans sa quinzième année »).
Quatre degrés différents ont été décernés :
- Or avec anneau d'écriture émaillé : pour les commandants[2].
- Or : pour les officiers particulièrement valeureux[2].
- Argent : pour les officiers[2].
- Métal blanc argenté : pour les sous-officiers et les hommes de troupe[2].

La médaille est suspendue à un ruban rouge comportant deux étroites bandes blanches bordées de jaune. Des barrettes portant le nom des batailles auxquelles le titulaire de la médaille avait participé étaient fixées au ruban.